# Зур, Отто
Отто Эрнст Генрих Герман Зур (нем. Otto Ernst Heinrich Hermann Suhr; 17 августа 1894, Ольденбург, Германская империя, — 30 августа 1957, Западный Берлин) — немецкий политик, член СДПГ, правящий бургомистр Западного Берлина (с 11 января 1955 года).

## Биография

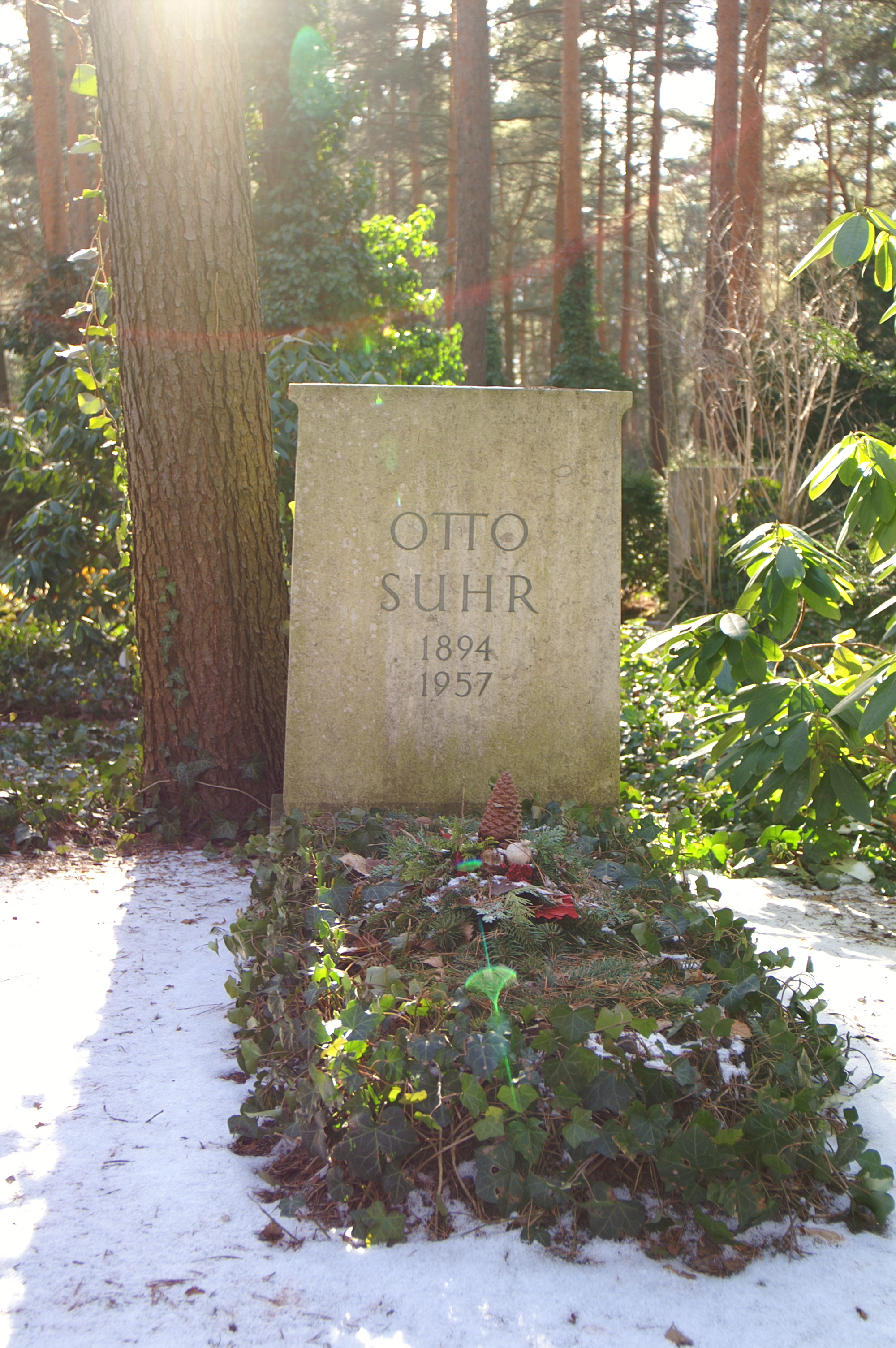
Могила Отто Зура на Целендорфском лесном кладбище

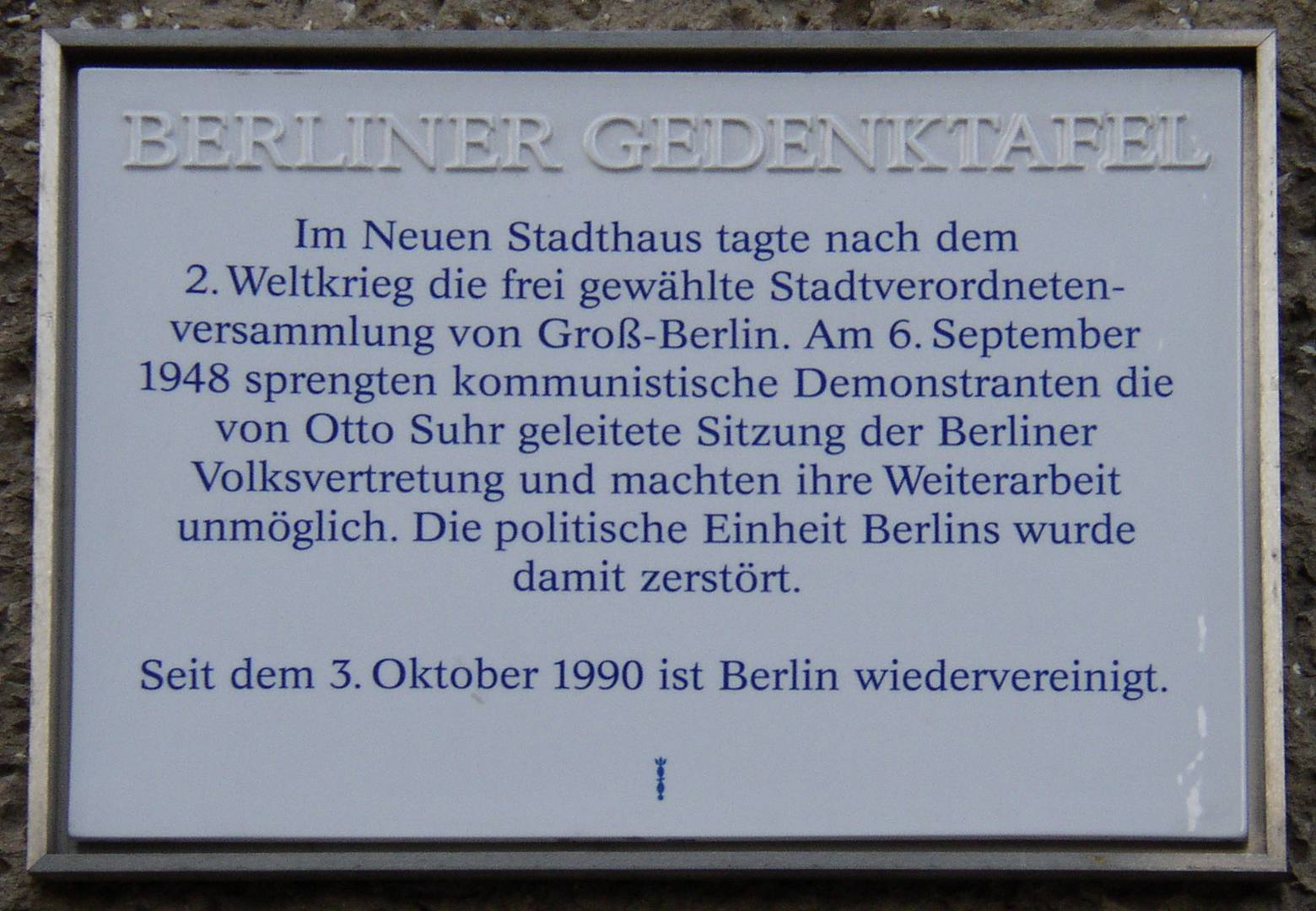
Мемориальная доска на Парохиальштрассе, 1-3 (берлинский район Митте)

В возрасте девяти лет переехал вместе с семьей в Оснабрюк, а четырьмя годами позднее в Лейпциг. В 1914 году начал изучение экономики, истории и журналистики. Практически сразу в связи с началом Первой мировой войны и призывом в армию был вынужден прервать учёбу на пять лет. В 1922 году стал секретарем по делам рабочих во Всеобщем объединении немецких профсоюзов. В следующем году получил степень доктора наук.
После прихода нацистов к власти ими была сожжена книга Зура «Die Welt der Wirtschaft vom Standort des Arbeiters».
В 1933—1935 годах работал редактором берлинского еженедельника «Blick in die Zeit», а также экономическим публицистом газеты «Frankfurter Zeitung» и иллюстрированного журнала «Deutscher Volkswirt». В это время Зур жил по адресу Кройцнахерштрассе, 28 в берлинском районе Вильмерсдорф.
Вскоре Зур женился и переехал в Далем, на Хюнигерштрассе, 4.
В 1946—1950 годах совместно с Луизой Шрёдер работал ответственным редактором выходящего раз в две недели журнала «Das sozialistische Jahrhundert» (тираж 20 000 экземпляров; в период блокады Западного Берлина сократился до 10 000).
С 1946 года являлся членом и — до 1951 года — председателем городского собрания депутатов Берлина.
10-23 августа 1948 года в Херренкимзе работало Конституционное собрание, которому предстояло выработать принципы будущего основного закона Германии. Зур участвовал в нём как делегат от Берлина, не имеющий права голоса.
В 1948—1949 годах входил в состав Парламентского совета. С 1948 до 1955 года в качестве директора руководил Немецкой высшей школой политики (ныне Институт Отто Зура при Свободном университете Берлина).
В 1949 году был избран депутатом бундестага, где оставался до 31 января 1952 года.
С 1951 по 1953 год являлся одним из членов правления общества «Студенческая ссудная касса». С 1951 по 1954 год был президентом берлинской палаты депутатов.
В 1954 году был награждён Большим крестом 1-й степени ордена «За заслуги перед Федеративной Республикой Германия».
На выборах в берлинскую палату депутатов в декабре 1954 года Зур был первым в списке кандидатов от СДПГ, а сама партия планировала добиться абсолютного большинства голосов. СДПГ, за которую отдали голоса 44,6 % избирателей, по предложению Зура образовала коалицию с ХДС, получившую в палате три четверти мест. В январе следующего года Зур был избран правящим бургомистром Западного Берлина. 21 июля 1957 года он был избран также президентом бундесрата, но 30 августа, до официального вступления в должность, скончался от лейкемии.
Похоронен на Целендорфском лесном кладбище в Николасзе.
Через четыре дня после смерти Зура улица Берлинерштрассе в Западном Берлине была переименована в Отто-Зур-аллее.

## Сочинения
- Die Organisationen der Unternehmer, 1924.
- Die Welt der Wirtschaft vom Standort des Arbeiters, 1925.
- Die Lebenshaltung der Angestellten, 1928.
- Angestellte und Arbeiter. Wandlungen in Wirtschaft und Gesellschaft, et al., 1928.
- Tarifverträge der Angestellten, 1931.
- Eine Auswahl aus Reden und Schriften, 1967.